# Course en ligne féminine aux championnats du monde de cyclisme sur route 2001
Navigation
2000 2002
La course en ligne féminine aux championnats du monde de cyclisme sur route 2001 a lieu le 11 octobre 2001 à Lisbonne en Portugal. Cette édition est remportée par la Lituanienne Rasa Polikevičiūtė.

## Classement
|                                    | Coureuse                   | Pays             |    | Temps          |
| ---------------------------------- | -------------------------- | ---------------- | -- | -------------- |
| Médaille d'or, Coupe du Monde      | Rasa Polikevičiūtė         | Lituanie         | en | 3 h 12 min 5 s |
| Médaille d'argent, Coupe du Monde  | Edita Pučinskaitė          | Lituanie         | +  |                |
| Médaille de bronze, Coupe du Monde | Jeannie Longo              | France           |    |                |
| 4                                  | Judith Arndt               | Allemagne        |    | 6 s            |
| 5                                  | Mirjam Melchers-Van Poppel | Pays-Bas         |    | 6 s            |
| 6                                  | Nicole Brändli             | Suisse           |    | 6 s            |
| 7                                  | Susanne Ljungskog          | Suède            |    | 6 s            |
| 8                                  | Diana Ziliute              | Lituanie         |    | 1 min 33 s     |
| 9                                  | Alessandra Cappellotto     | Italie           |    | 1 min 33 s     |
| 10                                 | Susan Palmer-Komar         | Canada           |    | 1 min 33 s     |
| 11                                 | Jolanta Polikeviciute      | Lituanie         |    | 1 min 33 s     |
| 12                                 | Fabiana Luperini           | Italie           |    | 1 min 33 s     |
| 13                                 | Monica Valen-Valvik        | Norvège          |    | 1 min 49 s     |
| 14                                 | Marianna Lorenzoni         | Italie           |    | 1 min 49 s     |
| 15                                 | Caroline Alexander         | Royaume-Uni      |    | 1 min 49 s     |
| 16                                 | Ragnhild Kostøl-Haug       | Norvège          |    | 1 min 51 s     |
| 17                                 | Trixi Worrack              | Allemagne        |    | 2 min 48 s     |
| 18                                 | Priska Doppmann            | Suisse           |    | 2 min 48 s     |
| 19                                 | Bogumila Matusiak          | Pologne          |    | 2 min 48 s     |
| 20                                 | Corine Hierckens           | Belgique         |    | 2 min 48 s     |
| 21                                 | Magali Le Floc'h           | France           |    | 2 min 48 s     |
| 22                                 | Rosalind Reekie-May        | Nouvelle-Zélande |    | 2 min 48 s     |
| 23                                 | Sophie Creux               | France           |    | 2 min 48 s     |
| 24                                 | Cindy Pieters              | Belgique         |    | 2 min 48 s     |
| 25                                 | Svetlana Boubnenkova       | Russie           |    | 2 min 48 s     |
| 26                                 | María Isabel Moreno        | Espagne          |    | 2 min 48 s     |
| 27                                 | Teodora Ruano              | Espagne          |    | 2 min 48 s     |
| 28                                 | Natalja Kistchuk           | Ukraine          |    | 2 min 48 s     |
| 29                                 | Fany Lecourtois            | France           |    | 2 min 48 s     |
| 30                                 | Amber Neben                | États-Unis       |    | 4 min 34 s     |
| 31                                 | Hanka Kupfernagel          | Allemagne        |    | 5 min 17 s     |
| 32                                 | Anna Millward              | Australie        |    | 6 min 27 s     |
| 33                                 | Anne Samplonius            | Canada           |    | 6 min 27 s     |
| 34                                 | Chantal Beltman            | Pays-Bas         |    | 6 min 27 s     |
| 35                                 | Lisbeth Simper             | Danemark         |    | 8 min 10 s     |
| 36                                 | Heidi Van De Vijver        | Belgique         |    | 8 min 10 s     |
| 37                                 | Eneritz Iturriaga          | Espagne          |    | 8 min 10 s     |
| 38                                 | Pia Sundstedt              | Finlande         |    | 8 min 10 s     |
| 39                                 | Hayley Brown               | Australie        |    | 8 min 10 s     |
| 40                                 | Kimberly Baldwin           | États-Unis       |    | 8 min 10 s     |
| 41                                 | Vera Hohlfeld              | Allemagne        |    | 8 min 10 s     |
| 42                                 | Tina Liebig                | Allemagne        |    | 8 min 10 s     |
| 43                                 | Kimberly Anderson          | États-Unis       |    | 8 min 10 s     |
| 44                                 | Cybil Di Guistini          | Canada           |    | 8 min 10 s     |

|    | Coureuse               | Pays           |  | Temps       |
| -- | ---------------------- | -------------- |  | ----------- |
| 45 | Leah Goldstein         | Israël         |  | 11 min 37 s |
| 46 | Flor Marina Delgadillo | Colombie       |  | 13 min 36 s |
| 47 | Sara Carrigan          | Australie      |  | 13 min 36 s |
| 48 | Iryna Chuzhynova       | Ukraine        |  | 13 min 36 s |
| 49 | Arenda Grimberg        | Pays-Bas       |  | 13 min 36 s |
| 50 | Jorunn Kvalø           | Norvège        |  | 13 min 36 s |
| 51 | Roberta Bonanomi       | Italie         |  | 13 min 36 s |
| 52 | Solrun Flatås          | Norvège        |  | 16 min 8 s  |
| 53 | Rachel Heal            | Royaume-Uni    |  | 16 min 8 s  |
| 54 | Silvia Parietti        | Italie         |  | 16 min 8 s  |
| 55 | Ghita Beltman          | Pays-Bas       |  | 16 min 8 s  |
| 56 | Rosa Bravo             | Espagne        |  | 17 min 23 s |
| 57 | Miho Oki               | Japon          |  | 17 min 23 s |
| 58 | Valentyna Karpenko     | Ukraine        |  | 17 min 23 s |
| 59 | Béatrice Thomas        | France         |  | 17 min 25 s |
| 60 | Annette Beutler        | Suisse         |  | 19 min 25 s |
| 61 | Malgorzata Wysocka     | Pologne        |  | 19 min 25 s |
| 62 | Nataliya Kachalka      | Ukraine        |  | 20 min 25 s |
| 63 | Anriette Schoeman      | Afrique du Sud |  | 22 min 25 s |